# Physical Review
Physical Review (принятая аббревиатура Phys. Rev.) — американский научный журнал, публикующий аспекты теоретических и экспериментальных исследований в области физики. Издаётся Американским физическим обществом (APS) с 1913 года.

## История
Physical Review начал публиковаться в июле 1893 года. Своим появлением журнал обязан профессору Корнеллского университета Эдварду Николсу при активном участии тогдашнего президента университета. Журнал оставался под эгидой Корнелла с 1893 по 1913 год. 33 выпуска, изданных в течение этого времени, назывались Physical Review Series I.
С 1913 года журнал стал выпускаться APS, образовавшимся в 1899 году, под названием Physical Review Series II. Журнал редактировался в Корнелле с 1913 по 1926 год, после чего переместился в Университет Миннесоты. В 1929 году APS начало издавать журнал Reviews of Modern Physics, в котором публиковались длинные обзорные статьи.
Во время Великой депрессии за авторов, которые не могли заплатить самостоятельно организационный взнос за публикацию статьи, анонимно платил состоятельный учёный Альфред Лумис.
В 1970 году журнал был разделён на четыре журнала, специализирующихся на различных тематиках: Physical Review A, B, C и D. Позже к группе были добавлены другие специальные журналы семейства Physical Review.

## Журналы
| Журнал                                     | Аббревиатура                  | Импакт-фактор (2020) | Публиковался | Область                                                                  |
| ------------------------------------------ | ----------------------------- | -------------------- | ------------ | ------------------------------------------------------------------------ |
| Physical Review Series I                   | Phys. Rev.                    |                      | 1893—1912    | Вся физика                                                               |
| Physical Review Series II                  | Phys. Rev.                    |                      | 1913—1969    | Вся физика                                                               |
| Physical Review Letters                    | Phys. Rev. Lett., PRL         | 9,161                | С 1958       | Наиболее важные исследования во всех областях физики                     |
| Physical Review X                          | Phys. Rev. X                  | 15,762               | С 2011       | Избранные работы во всех областях физики под открытой лицензией          |
| PRX Quantum                                | PRX Quantum                   |                      | С 2020       | Избранные работы в области квантовых технологий и квантовой информатики  |
| Physical Review A                          | Phys. Rev. A                  | 3,140                | С 1970       | Атомная, молекулярная и оптическая физика, а также квантовая информатика |
| Physical Review B                          | Phys. Rev. B                  | 4,036                | С 1970       | Физика конденсированного состояния и материаловедение                    |
| Physical Review C                          | Phys. Rev. C                  | 3,296                | С 1970       | Ядерная физика                                                           |
| Physical Review D                          | Phys. Rev. D                  | 5,296                | С 1970       | Физика частиц, квантовая теория поля, гравитация и космология            |
| Physical Review E                          | Phys. Rev. E                  | 2,529                | С 1993       | Статистическая, нелинейная физика                                        |
| Physical Review Research                   | Phys. Rev. Research           |                      | С 2019       | Все области физики                                                       |
| Physical Review Applied                    | Phys. Rev. Applied            | 4,985                | С 2014       | Прикладная физика                                                        |
| Physical Review Materials                  | Phys. Rev. Mater.             | 3,989                | С 2017       | Материаловедение                                                         |
| Physical Review Fluids                     | Phys. Rev. Fluids             | 2,537                | С 2016       | Гидродинамика                                                            |
| Physical Review Accelerators and Beams     | Phys. Rev. Accel. Beams, PRAB | 1,639                | C 1998       | Физика ускорителей                                                       |
| Physical Review Physics Education Research | Phys. Rev. Phys. Educ. Res.   | 2,412                | С 2005       | Физика и образование                                                     |
| Physics                                    |                               |                      | С 2008       | Освещение лучших результатов, опубликованных в серии Physical Review     |
| Physical Review Focus                      | Phys. Rev. Focus              |                      | 1998—2011    | Избранные статьи из Physical Review                                      |